# International Journal of Clinical Pharmacy
Das International Journal of Clinical Pharmacy, abgekürzt Int. J. Clin. Pharm., ist eine wissenschaftliche Fachzeitschrift, die vom Springer-Verlag veröffentlicht wird. Die Zeitschrift wurde 1979 unter dem Namen Pharmacy World & Science gegründet. Im Jahr 2011 wurde der Name in International Journal of Clinical Pharmacy geändert. Die Zeitschrift erscheint derzeit mit sechs Ausgaben im Jahr. Es werden Arbeiten aus dem Bereich der klinischen Pharmazie veröffentlicht.
Der Impact Factor lag im Jahr 2014 bei 1,348. Nach der Statistik des ISI Web of Knowledge wird das Journal mit diesem Impact Factor in der Kategorie Pharmakologie und Pharmazie an 188. Stelle von 254 Zeitschriften geführt.